# Veertienkamp
De veertienkamp of tetradecathlon is het zusje van de twintigkamp. Het is een meerkamp, waarin veertien verschillende atletiekonderdelen worden verwerkt. Deze meerkamp hoort niet tot het IAAF-programma, maar er is een aparte organisatie voor, de IAUM (zie externe link). Er is een outdoor-veertienkamp voor vrouwen en een indoor-veertienkamp voor mannen en vrouwen.
De dubbele meerkampen worden meestal over twee dagen verwerkt, maar eendaagse wedstrijden komen ook voor. De veertienkamp voor vrouwen bestaat uit een gewone zevenkamp met tussendoor nog een andere zevenkamp, waarin een aantal in de zevenkamp 'ontbrekende' atletiekonderdelen wordt verwerkt. Alle reguliere onderdelen van de baanatletiek van rond 1980 zitten in deze veertienkamp, die daarmee de ontwikkeling van het atletiekprogramma van de vrouwen illustreert. Recent ingevoerde onderdelen ontbreken namelijk: kogelslingeren, hink-stap-springen, polsstokhoogspringen, 5000 m, 10.000 m, 3000 m steeplechase (deze zitten wel allemaal in de twintigkamp, die door een klein aantal vrouwen ook al eens is gedaan). De intussen afgeschafte hordeloop over 200 m is in de twintigkamp nog aanwezig.
Voor de indoor veertienkamp geldt eenzelfde verhaal: bij de mannen is indoor de officiële meerkamp een zevenkamp en daar worden voor de veertienkamp zeven onderdelen tussen gevlochten. Als extra werponderdeel is gewichtwerpen toegevoegd, een soort kogelslingeren met een forse kogel, die aan een korte ketting met handvat bevestigd is. Zie voor de gewichten het artikel over de mastersatletiek.
De gewone atletiekreglementen zijn van kracht. Er is alleen de toegevoegde regel dat op beide dagen halverwege extra rust ingebouwd moet worden.

## Outdoor
De volgorde van de onderdelen is:

### Eerste dag
- 100m horden
- hoogspringen
- 1500 m
- pauze van minimaal 1:10
- 400 m horden
- kogelstoten
- 200 m

### Tweede dag
- 100 m
- verspringen
- 400 m
- speerwerpen
- 800 m
- pauze van minimaal 1:10
- 200 m horden
- discuswerpen
- 3000 m

## Indoor
De volgorde van de onderdelen is:

### Eerste dag
- 60 m
- verspringen
- 800 m
- kogelstoten
- 400 m
- hoogspringen
- 3000 m

### Tweede dag
- 60 m horden
- polsstokhoogspringen
- 1500 m
- gewichtwerpen
- 200 m
- hink-stap-springen
- 5000 m

## Masters
Ook masters (35-plussers) doen de veertienkamp. Er wordt geworpen met de officieel vastgestelde gewichten voor masters en de horden staan op de officiële aangepaste hoogten, de hordenafstanden blijven echter onveranderd. Door alle horden op de gewone tussenafstanden te laten staan kunnen meerdere leeftijdsklassen eenvoudig samen verwerkt worden, slechts de hordehoogte vergt een aanpassing.

## Wedstrijden
In Nederland is in 2003 voor het eerst een veertienkamp verwerkt, namelijk op 20 en 21 september in Delft. Ook in 2004 en 2005 is in Delft in september een veertienkamp gehouden, tegelijk met de twintigkamp. In 2006 ging de veertienkamp wegens gebrek aan belangstelling niet door, in 2007 deed in Leiden slechts één Britse atlete mee. Het gebrek aan belangstelling, vergeleken met de twintigkamp, is niet goed te verklaren, de veertienkamp is lang zo zwaar niet en dus kan het in de zwaarte niet zitten.